# Briatexte
Briatexte (en occitan : Britèsta) est une commune française située dans le département du Tarn, en région Occitanie. Sur le plan historique et culturel, la commune est dans le Castrais, un territoire essentiellement agricole, entre la rive droite de l'Agout au sud et son affluent, le Dadou, au nord.
Exposée à un climat océanique altéré, elle est drainée par le Dadou, le Ruisseau d'Assou, le ruisseau de la Brande et par divers autres petits cours d'eau. La commune possède un patrimoine naturel remarquable composé d'une zone naturelle d'intérêt écologique, faunistique et floristique.
Briatexte est une commune rurale qui compte 1 948 habitants en 2022.  Elle fait partie de l'aire d'attraction de Toulouse. Ses habitants sont appelés les Briatextois ou  Briatextoises.

## Géographie
Commune située sur le Dadou sur l'ancienne route nationale 631 entre Giroussens à 10 km à l'ouest et Graulhet à 6 km à l'est, ainsi qu'à 9 km au sud-ouest de Lavaur.

### Communes limitrophes
Briatexte est limitrophe de cinq autres communes.
Les communes limitrophes sont  Cabanès, Fiac, Graulhet, Puybegon et Saint-Gauzens.
|               | Puybegon  |          |
| Saint-Gauzens | Briatexte | Graulhet |
|               | Fiac      | Cabanès  |

### Géologie et relief
La superficie de la commune est de 1 500 hectares ; son altitude varie de 119  à   294 mètres.

### Voies de communication et transports
Accès avec les routes départementales D 631, D 147, D 14 et D 15.
La commune est desservie par plusieurs lignes du réseau régional liO : la ligne 705 la relie à Albi et à Lavaur ; la ligne 756 la relie à Toulouse et à Graulhet.

### Hydrographie
La commune est dans le bassin de la Garonne, au sein du bassin hydrographique Adour-Garonne. Elle est drainée par le Dadou, le ruisseau d'Assou, le ruisseau de la Brande, le ruisseau de Lacade, le ruisseau de Montalivet, le ruisseau des Goxes, le ruisseau du Rivet et par divers petits cours d'eau, qui constituent un réseau hydrographique de 20 km de longueur totale,.
Le Dadou, d'une longueur totale de 115,8 km, prend sa source dans la commune de Saint-Salvi-de-Carcavès et s'écoule d'est en ouest. Il traverse la commune et se jette dans l'Agout à Ambres, après avoir traversé 23 communes.
Le ruisseau d'Assou, d'une longueur totale de 15,4 km, prend sa source dans la commune de Graulhet et s'écoule d'est en ouest. Il traverse la commune et se jette dans l'Agout à Lavaur, après avoir traversé 8 communes.

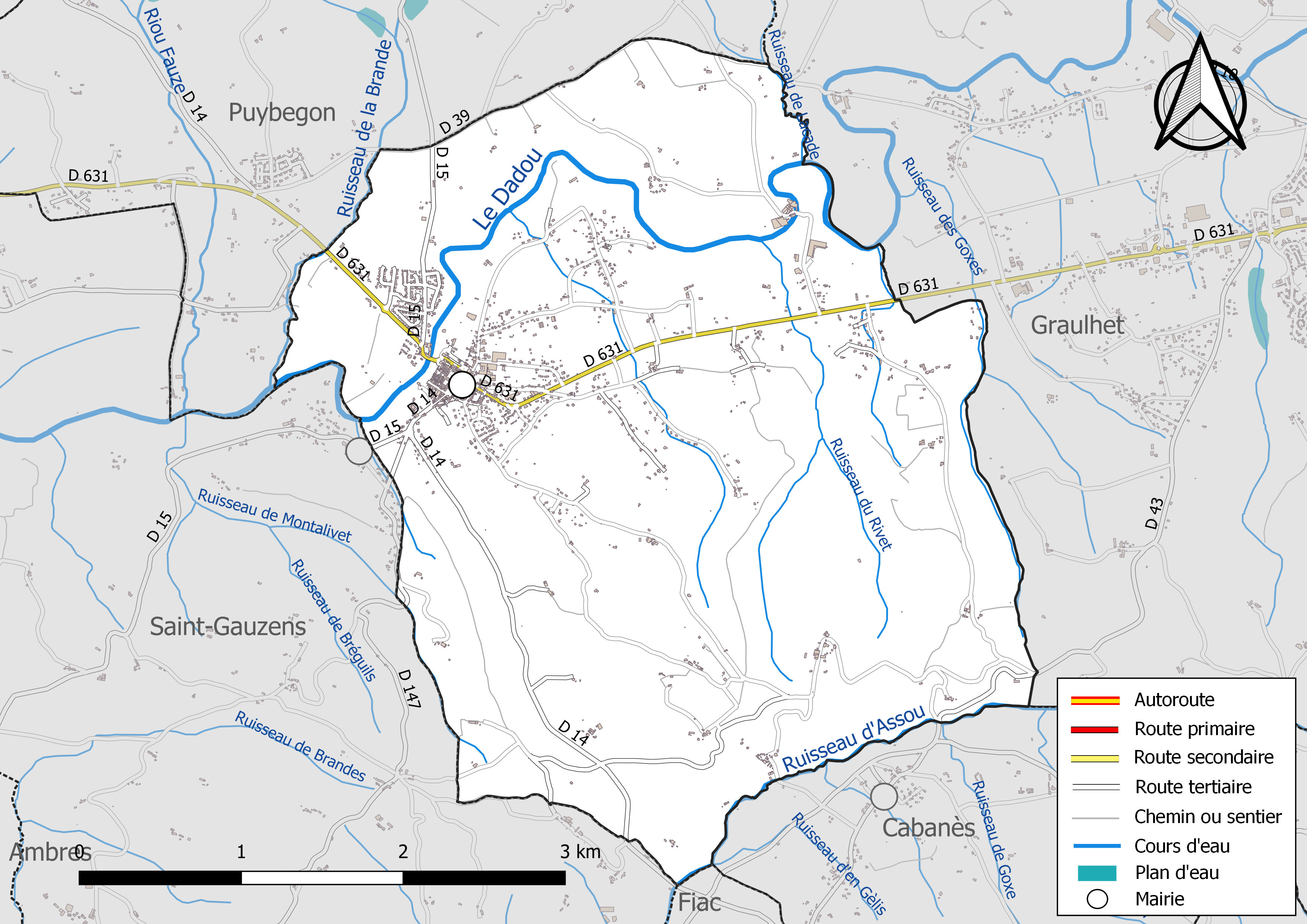
Réseaux hydrographique et routier de Briatexte.

### Climat
Pour des articles plus généraux, voir Climat de l'Occitanie et Climat du Tarn.
En 2010, le climat de la commune est de type climat du Bassin du Sud-Ouest, selon une étude du Centre national de la recherche scientifique s'appuyant sur une série de données couvrant la période 1971-2000. En 2020, Météo-France publie une typologie des climats de la France métropolitaine dans laquelle la commune est exposée à un climat océanique altéré et est dans la région climatique Aquitaine, Gascogne, caractérisée par une pluviométrie abondante au printemps, modérée en automne, un faible ensoleillement au printemps, un été chaud (19,5 °C), des vents faibles, des brouillards fréquents en automne et en hiver et des orages fréquents en été (15 à 20 jours).
Pour la période 1971-2000, la température annuelle moyenne est de 13,5 °C, avec une amplitude thermique annuelle de 16,2 °C. Le cumul annuel moyen de précipitations est de 744 mm, avec 10 jours de précipitations en janvier et 5,2 jours en juillet. Pour la période 1991-2020, la température moyenne annuelle observée sur la station météorologique de Météo-France la plus proche, « Lavaur », sur la commune de Lavaur à 9 km à vol d'oiseau, est de 13,6 °C et le cumul annuel moyen de précipitations est de 701,8 mm. 
La température maximale relevée sur cette station est de 42,6 °C, atteinte le 23 août 2023 ; la température minimale est de −18 °C, atteinte le 17 janvier 1987,,.
Les paramètres climatiques de la commune ont été estimés pour le milieu du siècle (2041-2070) selon différents scénarios d'émission de gaz à effet de serre à partir des nouvelles projections climatiques de référence DRIAS-2020. Ils sont consultables sur un site dédié publié par Météo-France en novembre 2022.

### Milieux naturels et biodiversité

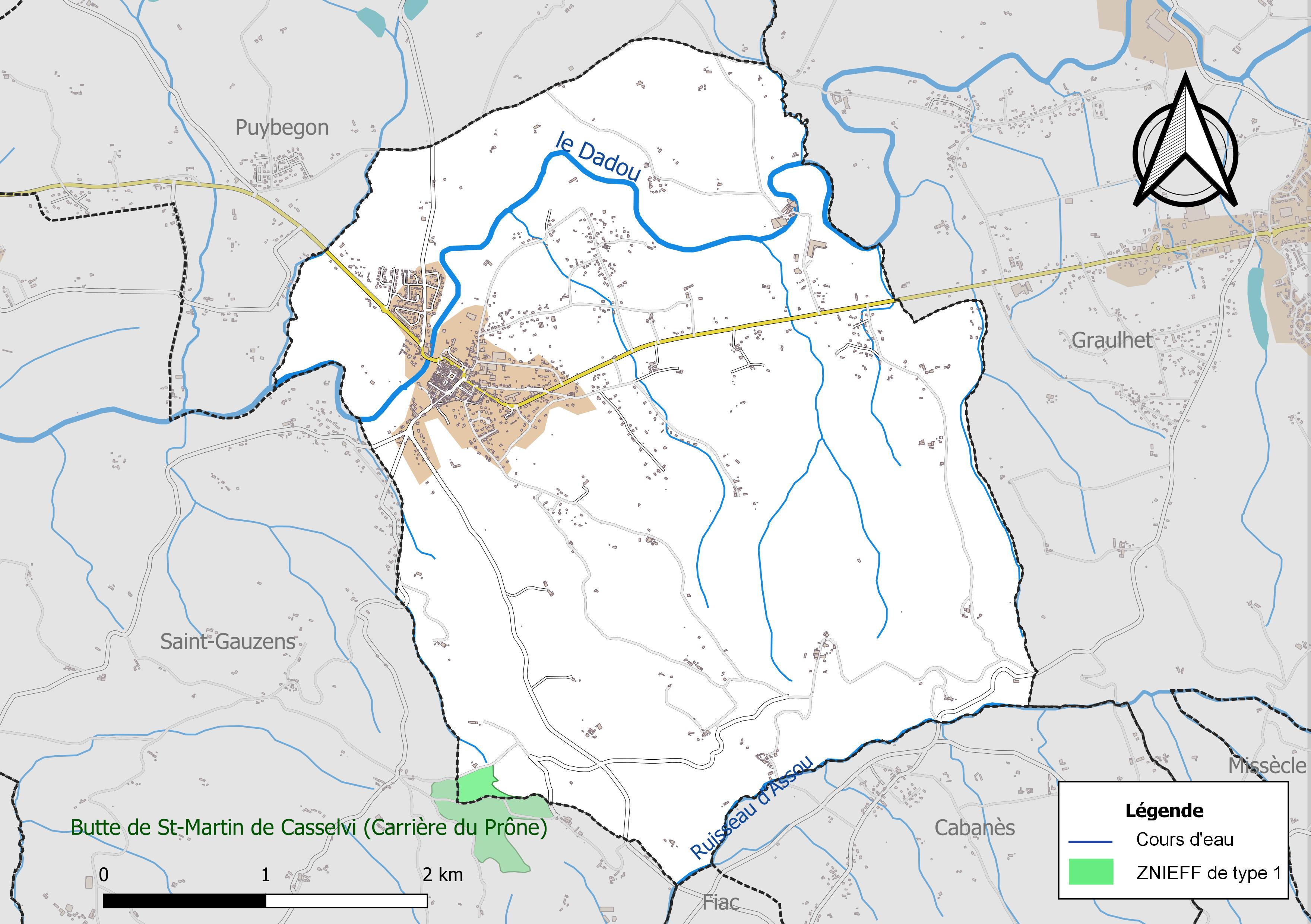
Carte de la ZNIEFF de type 1 localisée sur la commune.

L’inventaire des zones naturelles d'intérêt écologique, faunistique et floristique (ZNIEFF) a pour objectif de réaliser une couverture des zones les plus intéressantes sur le plan écologique, essentiellement dans la perspective d’améliorer la connaissance du patrimoine naturel national et de fournir aux différents décideurs un outil d’aide à la prise en compte de l’environnement dans l’aménagement du territoire.
Une ZNIEFF de type 1 est recensée sur la commune :
la « butte de St-Martin de Casselvi (carrière du Prône) » (23 ha), couvrant 2 communes du département.

## Urbanisme

### Typologie
Au 1er janvier 2024, Briatexte est catégorisée bourg rural, selon la nouvelle grille communale de densité à sept niveaux définie par l'Insee en 2022.
Elle est située hors unité urbaine. Par ailleurs la commune fait partie de l'aire d'attraction de Toulouse, dont elle est une commune de la couronne,. Cette aire, qui regroupe 527 communes, est catégorisée dans les aires de 700 000 habitants ou plus (hors Paris),.

### Occupation des sols
L'occupation des sols de la commune, telle qu'elle ressort de la base de données européenne d’occupation biophysique des sols Corine Land Cover (CLC), est marquée par l'importance des territoires agricoles (80,7 % en 2018), en diminution par rapport à 1990 (82,2 %). La répartition détaillée en 2018 est la suivante : 
terres arables (41,6 %), zones agricoles hétérogènes (39,1 %), forêts (13,1 %), zones urbanisées (6,2 %). L'évolution de l’occupation des sols de la commune et de ses infrastructures peut être observée sur les différentes représentations cartographiques du territoire : la carte de Cassini (XVIIIe siècle), la carte d'état-major (1820-1866) et les cartes ou photos aériennes de l'IGN pour la période actuelle (1950 à aujourd'hui).

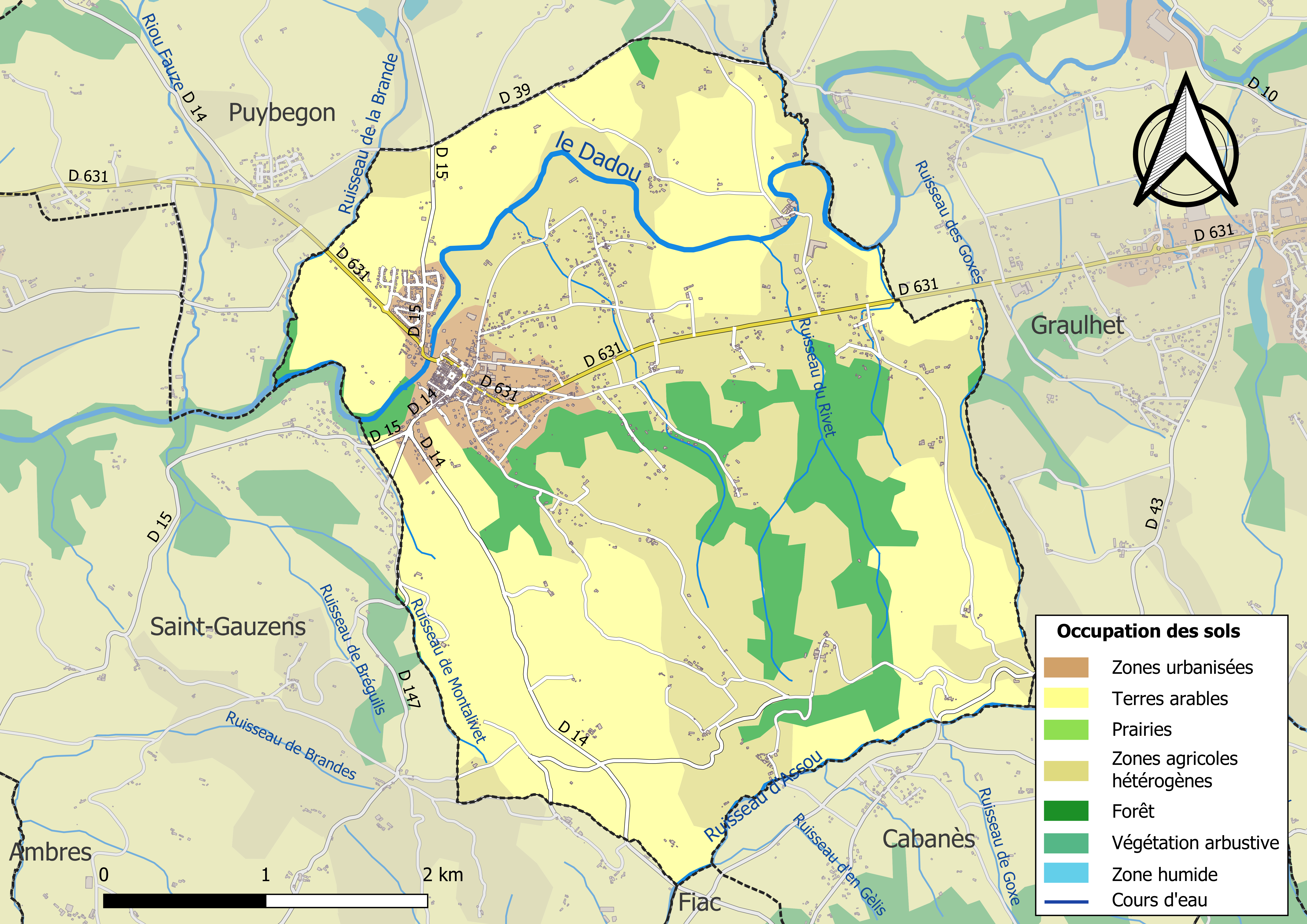
Carte des infrastructures et de l'occupation des sols de la commune en 2018 (CLC).

### Risques majeurs
Le territoire de la commune de Briatexte est vulnérable à différents aléas naturels : météorologiques (tempête, orage, neige, grand froid, canicule ou sécheresse), inondations, mouvements de terrains et séisme (sismicité très faible). Il est également exposé à un risque technologique,  le transport de matières dangereuses. Un site publié par le BRGM permet d'évaluer simplement et rapidement les risques d'un bien localisé soit par son adresse soit par le numéro de sa parcelle.

#### Risques naturels
Certaines parties du territoire communal sont susceptibles d’être affectées par le risque d’inondation par débordement de cours d'eau, notamment le Dadou et le ruisseau d'Assou. La cartographie des zones inondables en ex-Midi-Pyrénées réalisée dans le cadre du XIe Contrat de plan État-région, visant à informer les citoyens et les décideurs sur le risque d’inondation, est accessible sur le site de la DREAL Occitanie. La commune a été reconnue en état de catastrophe naturelle au titre des dommages causés par les inondations et coulées de boue survenues en 1982, 1992 et 1994,.
Briatexte est exposée au risque de feu de forêt. En 2022, il n'existe pas de Plan de Prévention des Risques incendie de forêt (PPRif). Le débroussaillement aux abords des maisons constitue l’une des meilleures protections pour les particuliers contre le feu,.

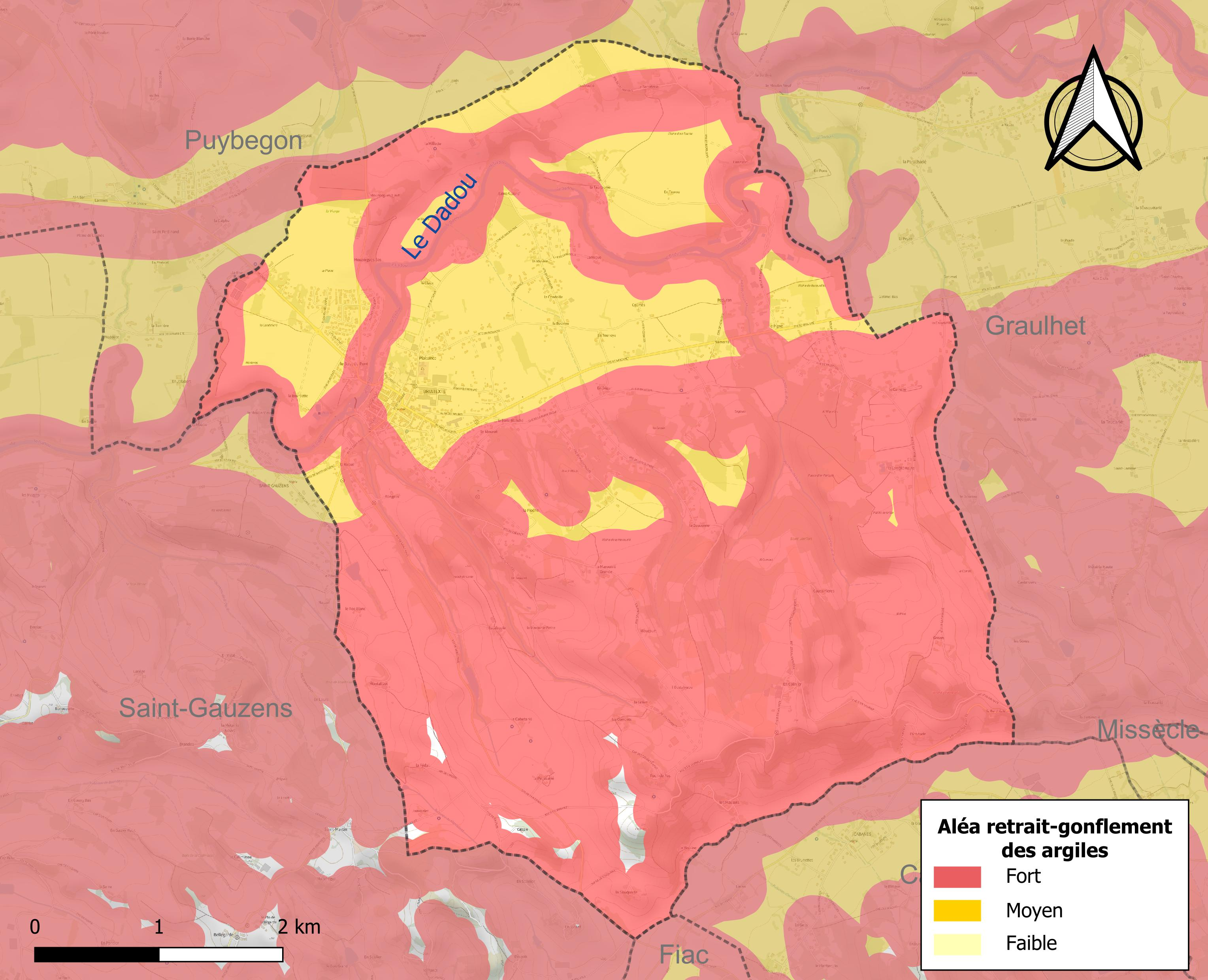
Carte des zones d'aléa retrait-gonflement des sols argileux de Briatexte.

La commune est vulnérable au risque de mouvements de terrains constitué principalement du retrait-gonflement des sols argileux. Cet aléa est susceptible d'engendrer des dommages importants aux bâtiments en cas d’alternance de périodes de sécheresse et de pluie. 99,3 % de la superficie communale est en aléa moyen ou fort (76,3 % au niveau départemental et 48,5 % au niveau national). Sur les 887 bâtiments dénombrés sur la commune en 2019, 886 sont en aléa moyen ou fort, soit 100 %, à comparer aux 90 % au niveau départemental et 54 % au niveau national. Une cartographie de l'exposition du territoire national au retrait gonflement des sols argileux est disponible sur le site du BRGM,.
Par ailleurs, afin de mieux appréhender le risque d’affaissement de terrain, l'inventaire national des cavités souterraines permet de localiser celles situées sur la commune.

#### Risques technologiques
Le risque de transport de matières dangereuses sur la commune est lié à sa traversée par des infrastructures routières ou ferroviaires importantes ou la présence d'une canalisation de transport d'hydrocarbures. Un accident se produisant sur de telles infrastructures est susceptible d’avoir des effets graves sur les biens, les personnes ou l'environnement, selon la nature du matériau transporté. Des dispositions d’urbanisme peuvent être préconisées en conséquence.

## Histoire
La bastide de Briatexte a été fondée en 1287 par Simon de Briseteste, sénéchal de Carcassonne, pour le compte du roi Philippe le Bel, à l'emplacement du village cathare des Touelles, rasé par les troupes de Simon de Montfort, en 1212. Cette nouvelle bastide devait contrecarrer sa voisine de Saint-Gauzens.
Briatexte est une implantation royale réussie. Son plan, inclus dans un rectangle, affiche une évidence toute géométrique. Les quatre côtés de la place génèrent les rues principales délimitant des îlots d'importances variables. Les plus grands sont systématiquement recoupés par des "carreyrous".
Fortifiée au XIVe siècle, Briatexte tombe dans la tourmente des guerres de religion. Les habitants, convertis au protestantisme, en firent un véritable bastion, que ne fera céder aucune attaque. L'église, qui occupait la moitié sud de la place fut détruite vers 1574. On édifia un temple. De cette époque tourmentée date cependant un édifice exceptionnel, situé rue du Château. C'était la demeure de messire de Montalivet, consul protestant de la ville au début du XVIIe siècle. Les encadrements des baies et les larges arcs plein-cintres du rez-de-chaussée appareillés en pierre, forment un vibrant contraste avec la brique.
Siège de Briatexte en 1622
Lors de la première rébellion huguenote, en 1622, les troupes catholique de César duc de Vendôme forte de 7 000 fantassins et 500 cavaliers met le siège devant Briatexte après avoir pris et brûlé Lombez.

La place, était commandée par le capitaine Faucon, qu'Henri de Bourbon, marquis de Malauze le chef des protestants de la région, avait placé à la tête de 500 soldats. 
 
Grâce aux renforts et à la poudre fournis par le marquis de Malauze, le capitaine Faucon soutint le siège durant un mois et repoussa cinq assauts. Malauze se tenait, en soutien, à Saint-Paul-de-Damiatte avec 2 000 fantassins et 200 cavaliers.

Mander en renfort par le roi qui assiégeait Montpellier, le duc de Vendôme leva le siège après avoir tiré 2 000 coups de canon et perdu 1 500 hommes.
Revenue à la religion officielle après la révocation de l'édit de Nantes, la bastide vit ses fortifications rasées en 1629, puis son temple détruit en 1685.
Aujourd'hui l'église se dresse à l'extérieur des anciennes fortifications, et le Dadou reste le dernier fossé défensif de la ville. Depuis le pont, s'offre à vous une vue pittoresque sur le moulin-pigeonnier.
1789 : communauté de Briatexte, sénéchaussée de Castres, diocèse de Castres, paroisse : Notre-Dame-de-Beaulieu.
1790 : municipalité de Briatexte, chef-lieu de canton (comprenant les communes de Briatexte et de Saint-Gauzens), district de Lavaur.
An V, 6 germinal : sur demande des habitants de Puybegon, la commune est rattachée au canton de Briatexte, district de Castres.
An X : commune de Briatexte, canton de Graulhet (Briatexte ayant cessé d'être chef-lieu de canton), arrondissement de Lavaur.

Voir aussi : 

### Héraldique
| Briatexte | Son blasonnement est : D'azur, au casque de front, orné d'un panache, soutenu de deux lions affrontés, le tout d'or (Gastelier de la Tour). Devise : Brisa testa léo. |

## Politique et administration

### Administration municipale
Le nombre d'habitants au recensement de 2011 étant compris entre 1 500 habitants et 2 499 habitants, le nombre de membres du conseil municipal pour l'élection de 2014 est de dix neuf,.

### Rattachements administratifs et électoraux
Commune faisant partie de l'arrondissement de Castres, la communauté d'agglomération Gaillac Graulhet Agglo et du canton de Graulhet.

### Liste des maires
| Période                                  | Période               | Identité         | Étiquette         | Qualité                                                                       |
| ---------------------------------------- | --------------------- | ---------------- | ----------------- | ----------------------------------------------------------------------------- |
| janvier 1944                             | août 1944             | Léopold Massouyé |                   | Notaire                                                                       |
| mai 1945                                 | mars 1959             | René Montamat    | SFIO              | Plombier                                                                      |
| mars 1959                                | mars 1965             | Olivier Guille   | SE                | Industriel                                                                    |
| mars 1965                                | juin 1995             | André Gau        | SE-MRG            | Mécanicien auto                                                               |
| juin 1995                                | mars 2008             | Yves Banquet     | DVG               | Peintre en bâtiment                                                           |
| mars 2008                                | 5 avril 2018, (décès) | Bernard Bacabe   | app. PCF puis DVG | Ancien cuisinier Conseiller départemental du canton de Graulhet (2015 → 2018) |
| 28 mai 2018                              | En cours              | Alain Glade      | DVG               | Retraité, conseiller départemental depuis 2021                                |
| Les données manquantes sont à compléter. |                       |                  |                   |                                                                               |

## Population et société

### Démographie
L'évolution du nombre d'habitants est connue à travers les recensements de la population effectués dans la commune depuis 1793. Pour les communes de moins de 10 000 habitants, une enquête de recensement portant sur toute la population est réalisée tous les cinq ans, les populations de référence des années intermédiaires étant quant à elles estimées par interpolation ou extrapolation. Pour la commune, le premier recensement exhaustif entrant dans le cadre du nouveau dispositif a été réalisé en 2006.

En 2022, la commune comptait 1 948 habitants, en évolution de −2,94 % par rapport à 2016 (Tarn : +2,52 %, France hors Mayotte : +2,11 %).
| 1793  | 1800  | 1806  | 1821  | 1831  | 1836  | 1841  | 1846  | 1851  |
| ----- | ----- | ----- | ----- | ----- | ----- | ----- | ----- | ----- |
| 1 006 | 1 013 | 1 104 | 1 157 | 1 516 | 1 522 | 1 458 | 1 429 | 1 526 |

| 1856  | 1861  | 1866  | 1872  | 1876  | 1881  | 1886  | 1891  | 1896  |
| ----- | ----- | ----- | ----- | ----- | ----- | ----- | ----- | ----- |
| 1 424 | 1 403 | 1 426 | 1 331 | 1 449 | 1 458 | 1 418 | 1 366 | 1 326 |

| 1901  | 1906  | 1911  | 1921  | 1926  | 1931  | 1936  | 1946 | 1954  |
| ----- | ----- | ----- | ----- | ----- | ----- | ----- | ---- | ----- |
| 1 281 | 1 303 | 1 269 | 1 107 | 1 081 | 1 090 | 1 075 | 972  | 1 116 |

| 1962  | 1968  | 1975  | 1982  | 1990  | 1999  | 2006  | 2011  | 2016  |
| ----- | ----- | ----- | ----- | ----- | ----- | ----- | ----- | ----- |
| 1 340 | 1 546 | 1 791 | 1 865 | 1 800 | 1 662 | 1 701 | 1 973 | 2 007 |

| 2021  | 2022  | - | - | - | - | - | - | - |
| ----- | ----- | - | - | - | - | - | - | - |
| 1 980 | 1 948 | - | - | - | - | - | - | - |

| selon la population municipale des années : | 1968 | 1975 | 1982 | 1990 | 1999 | 2006 | 2009 | 2013 |
| Rang de la commune dans le département      | 31   | 28   | 30   | 35   | 39   | 39   | 35   | 35   |
| Nombre de communes du département           | 326  | 324  | 324  | 324  | 324  | 323  | 323  | 323  |

### Enseignement
Briatexte fait partie de l'académie de Toulouse.
La commune possède deux école élémentaire.

### Culture
Médiathèque, salle polyvalente,

### Activités sportives
Randonnée pédestre, football, rugby à XV, pétanque, Basketball, judo, etc.

### Écologie et recyclage
La collecte et le traitement des déchets des ménages et des déchets assimilés ainsi que la protection et la mise en valeur de l'environnement se font dans le cadre de la communauté d'agglomération.

## Économie

### Revenus
En 2018, la commune compte 827 ménages fiscaux, regroupant 1 921 personnes. La médiane du revenu disponible par unité de consommation est de 19 590 € (20 400 € dans le département).

### Emploi
|                | 2008  | 2013  | 2018   |
| -------------- | ----- | ----- | ------ |
| Commune        | 7,8 % | 9,5 % | 13,5 % |
| Département    | 8,2 % | 9,9 % | 10 %   |
| France entière | 8,3 % | 10 %  | 10 %   |

En 2018, la population âgée de 15 à 64 ans s'élève à 1 075 personnes, parmi lesquelles on compte 75,5 % d'actifs (62 % ayant un emploi et 13,5 % de chômeurs) et 24,5 % d'inactifs,. En  2018, le taux de chômage communal (au sens du recensement) des 15-64 ans est supérieur à celui du département et de la France, alors qu'en 2008 la situation était inverse.
La commune fait partie de la couronne de l'aire d'attraction de Toulouse, du fait qu'au moins 15 % des actifs travaillent dans le pôle,. Elle compte 486 emplois en 2018, contre 520 en 2013 et 574 en 2008. Le nombre d'actifs ayant un emploi résidant dans la commune est de 677, soit un indicateur de concentration d'emploi de 71,8 % et un taux d'activité parmi les 15 ans ou plus de 49,6 %.
Sur ces 677 actifs de 15 ans ou plus ayant un emploi, 182 travaillent dans la commune, soit 27 % des habitants. Pour se rendre au travail, 88,5 % des habitants utilisent un véhicule personnel ou de fonction à quatre roues, 1,8 % les transports en commun, 5,9 % s'y rendent en deux-roues, à vélo ou à pied et 3,7 % n'ont pas besoin de transport (travail au domicile).

### Activités hors agriculture

#### Secteurs d'activités
133 établissements sont implantés  à Briatexte au 31 décembre 2019. Le tableau ci-dessous en détaille le nombre par secteur d'activité et compare les ratios avec ceux du département,.
| Secteur d'activité                                                                                        | Commune | Commune | Département |
| Secteur d'activité                                                                                        | Nombre  | %       | %           |
| --- | ------- | ------- | ----------- |
| Ensemble                                                                                                  | 133     | 100 %   | (100 %)     |
| Industrie manufacturière, industries extractives et autres                                                | 26      | 19,5 %  | (13 %)      |
| Construction                                                                                              | 29      | 21,8 %  | (12,5 %)    |
| Commerce de gros et de détail, transports, hébergement et restauration                                    | 27      | 20,3 %  | (26,7 %)    |
| Information et communication                                                                              | 1       | 0,8 %   | (2,1 %)     |
| Activités financières et d'assurance                                                                      | 2       | 1,5 %   | (3,3 %)     |
| Activités immobilières                                                                                    | 1       | 0,8 %   | (4,2 %)     |
| Activités spécialisées, scientifiques et techniques et activités de services administratifs et de soutien | 11      | 8,3 %   | (13,8 %)    |
| Administration publique, enseignement, santé humaine et action sociale                                    | 24      | 18 %    | (15,5 %)    |
| Autres activités de services                                                                              | 12      | 9 %     | (9 %)       |

Le secteur de la construction est prépondérant sur la commune puisqu'il représente 21,8 % du nombre total d'établissements de la commune (29 sur les 133 entreprises implantées  à Briatexte), contre 12,5 % au niveau départemental.

#### Entreprises et commerces
Les trois entreprises ayant leur siège social sur le territoire communal qui génèrent le plus de chiffre d'affaires en 2020 sont : 
- Etablissements Olivier Guille Et Fils, fabrication d'articles chaussants à mailles (6 791 k€)
- Shoot Hunting Outdoor - SHoutdoor, fabrication d'armes et de munitions (3 927 k€)
- Madeloda, location de logements (29 k€)

### Agriculture
La commune est dans la « plaine de l'Albigeois et du Castrais », une petite région agricole occupant le centre du département du Tarn. En 2020, l'orientation technico-économique de l'agriculture  sur la commune est la polyculture et/ou le polyélevage. 
|               | 1988 | 2000 | 2010 | 2020 |
| ------------- | ---- | ---- | ---- | ---- |
| Exploitations | 41   | 25   | 20   | 18   |
| SAU (ha)      | 893  | 908  | 710  | 949  |

Le nombre d'exploitations agricoles en activité et ayant leur siège dans la commune est passé de 41 lors du recensement agricole de 1988  à 25 en 2000 puis à 20 en 2010 et enfin à 18 en 2020, soit une baisse de 56 % en 32 ans. Le même mouvement est observé à l'échelle du département qui a perdu pendant cette période 58 % de ses exploitations,. La surface agricole utilisée sur la commune a quant à elle augmenté, passant de 893 ha en 1988 à 949 ha en 2020. Parallèlement la surface agricole utilisée moyenne par exploitation a augmenté, passant de 22 à 53 ha.

## Culture locale et patrimoine

### Lieux et monuments
- Le Poilu victorieux.
- Église Notre-Dame de Beaulieu[49].
- Moulin sur le Dadou.
- Motte de Montalivet[50].
- Souterrain de la Pélissarié. Situé à environ 500 m au sud-est de la motte de Montalivet, le souterrain comprend une galerie centrale desservant trois salles. L'entrée est défendue dans son axe, par deux conduits horizontaux et un troisième défend la galerie perpendiculaire à l'entrée. Plusieurs silos équipent le souterrain, ainsi qu'un système de fermeture et un conduit vertical. Il existerait un second souterrain à 500 m au sud-est de celui-ci[50].

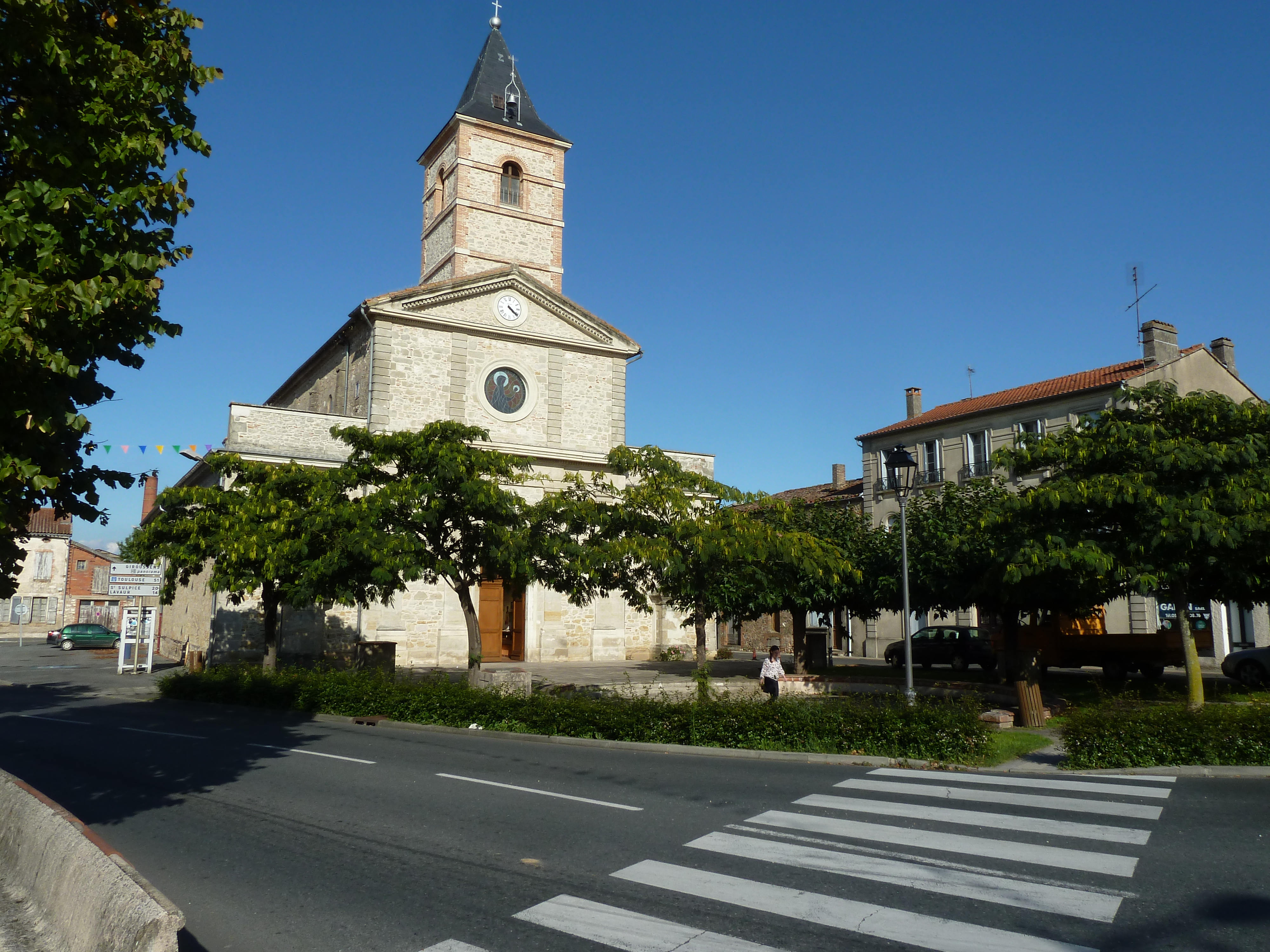
Église Notre-Dame de Beaulieu.
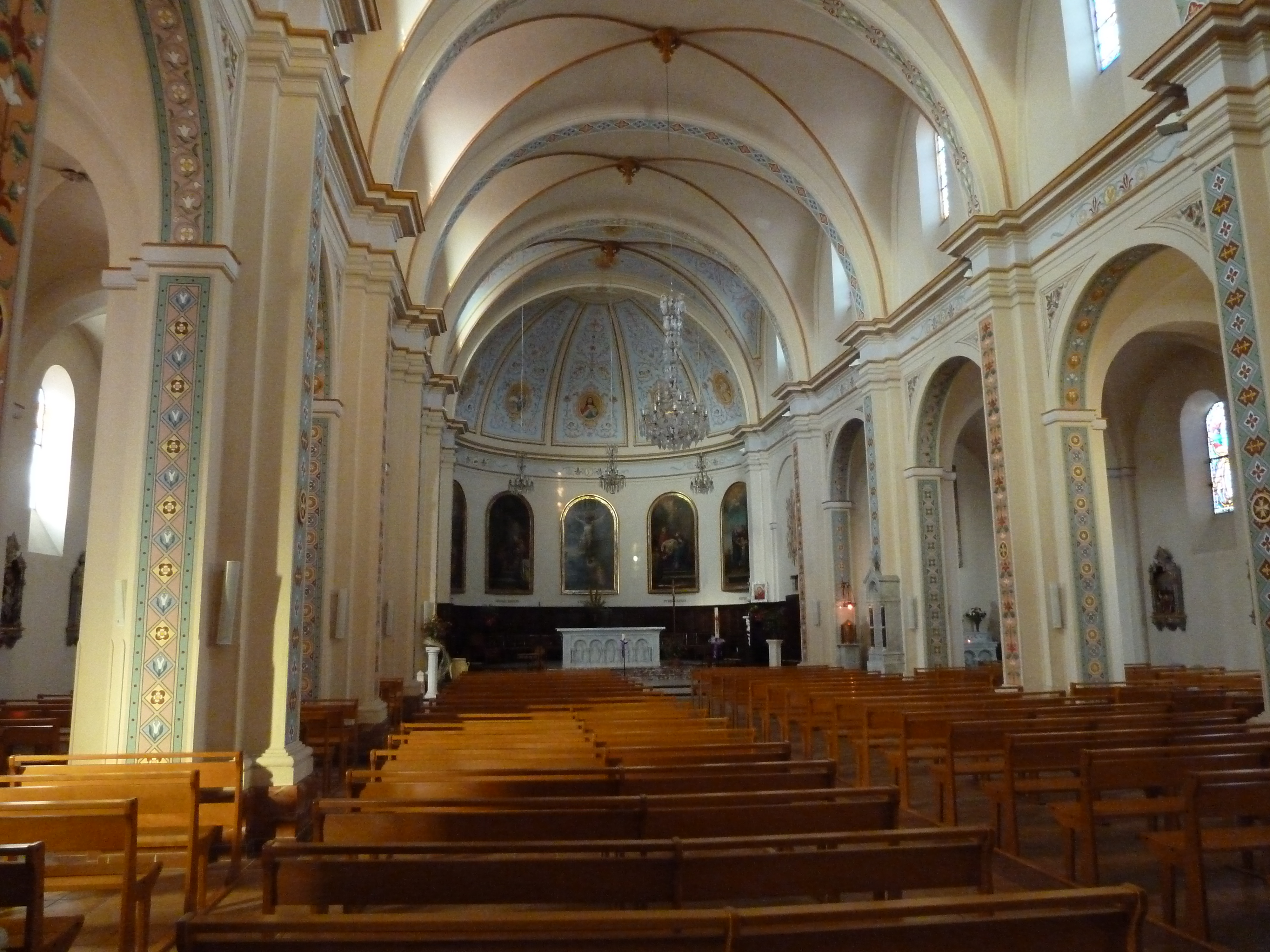
L'intérieur de l'église.
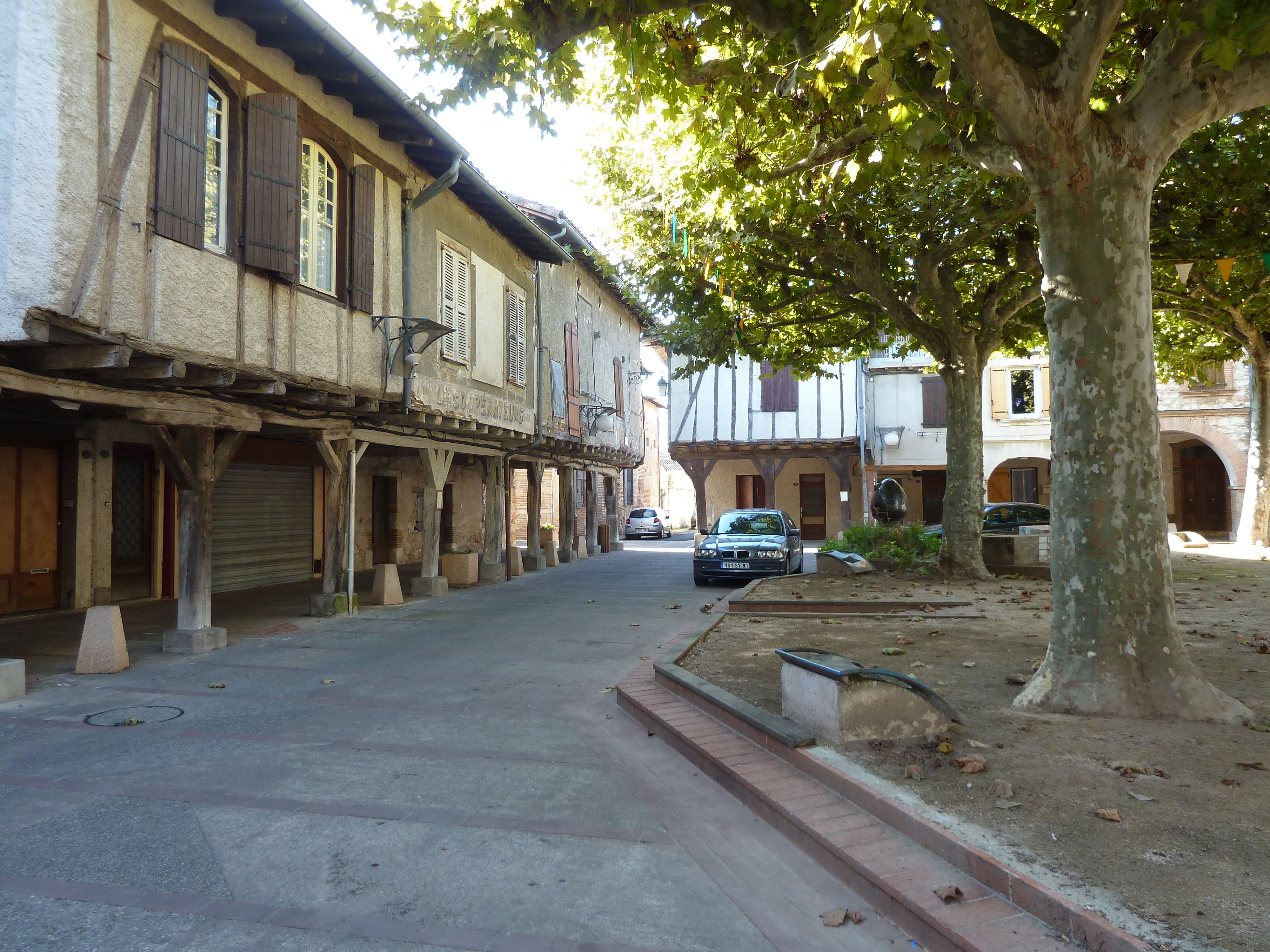
Place à couverts.
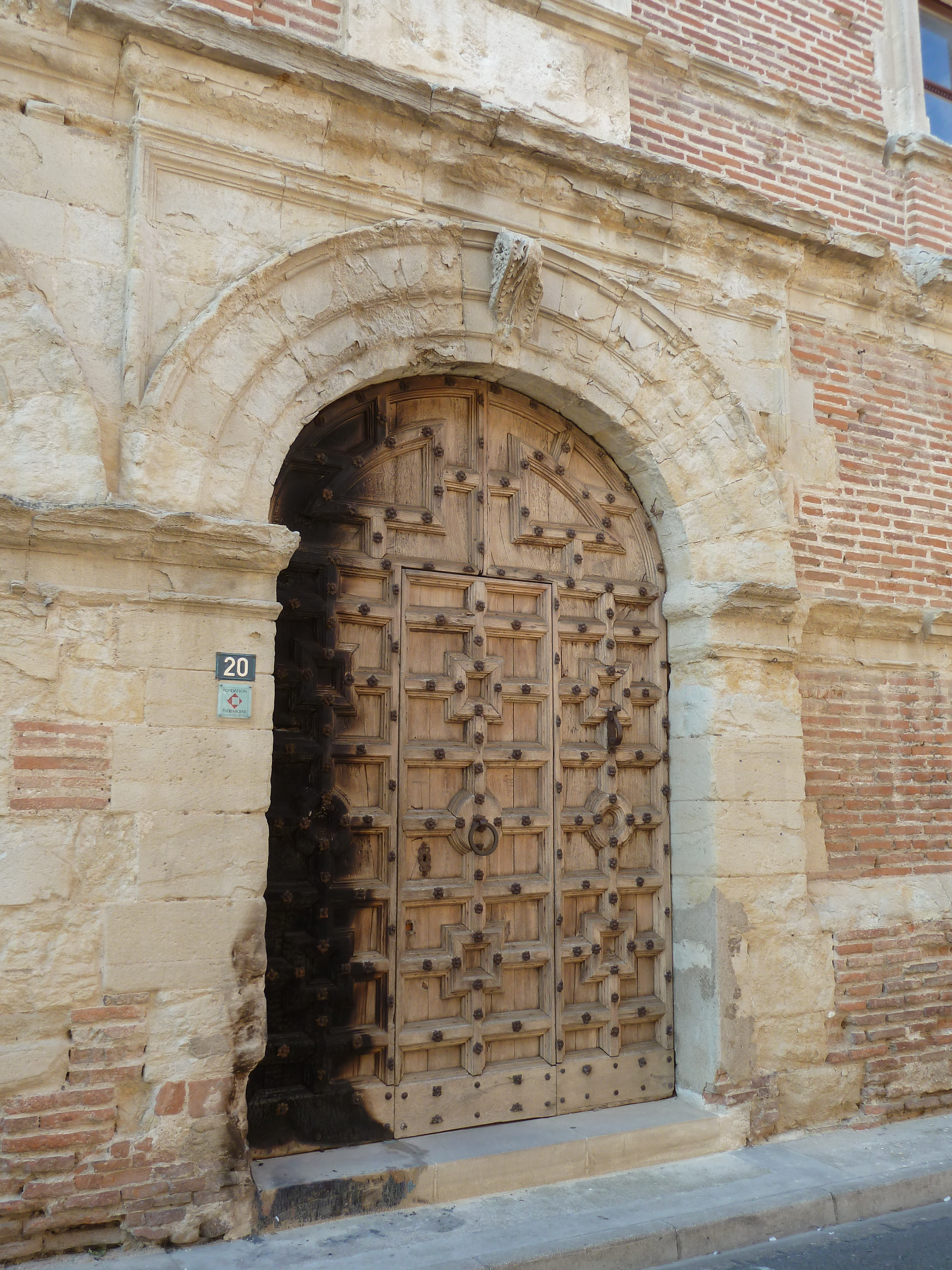
Porte de l'ancien château.
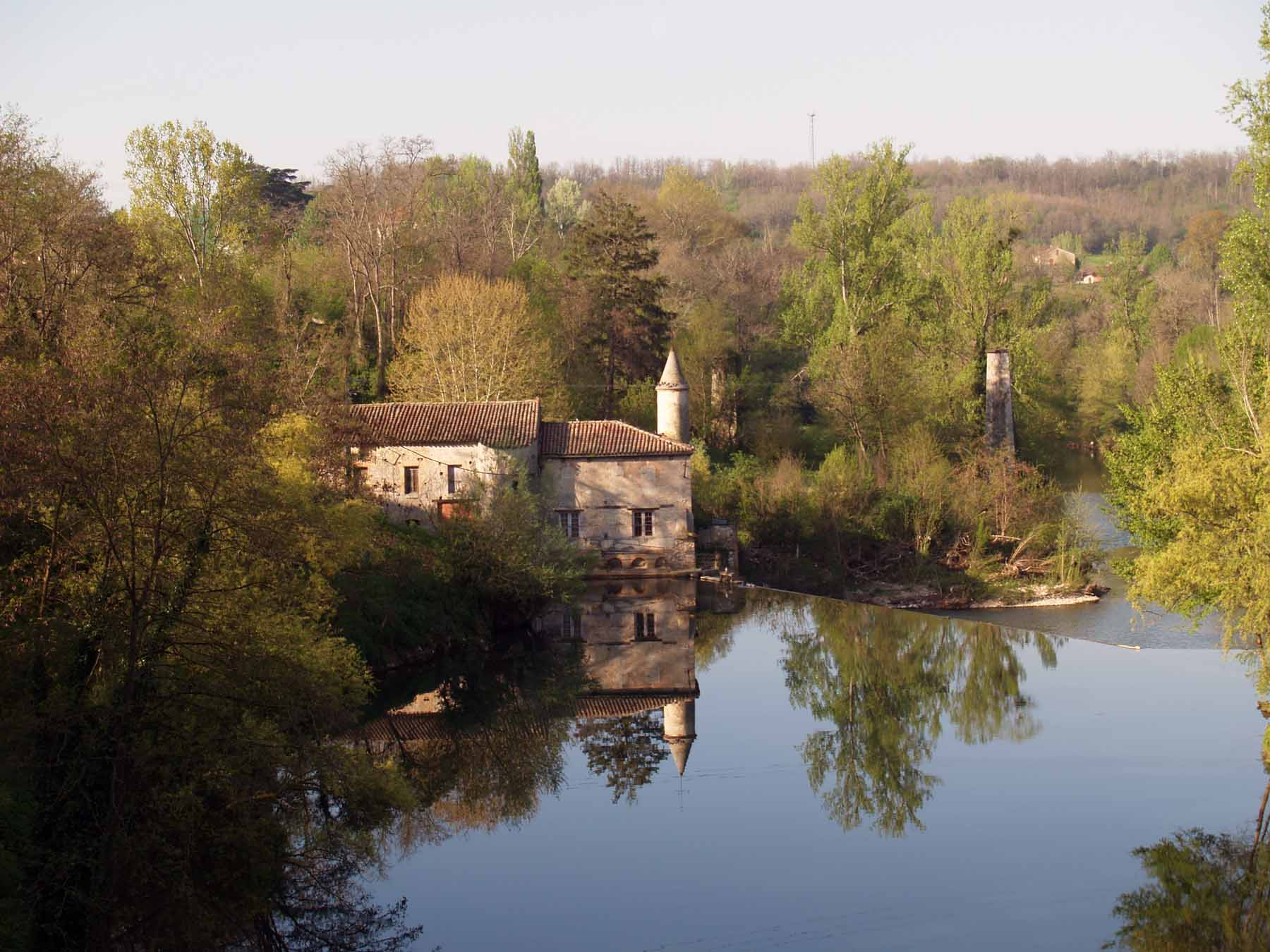
Moulin sur le Dadou.

### Personnalités liées à la commune
- Gilles Barthe, évêque de Monaco.
- Guillaume Leduc, créateur des Anooki
- Marc-Alexandre Caminade